# Tour de Corse 1981
Le Tour de Corse 1981 (25e Tour de Corse), disputé du 30 avril au 2 mai 1981, est la quatre-vingt-douzième manche du championnat du monde des rallyes (WRC) courue depuis 1973, et la cinquième manche du championnat du monde des rallyes 1981.

## Contexte avant la course

### Le championnat du monde

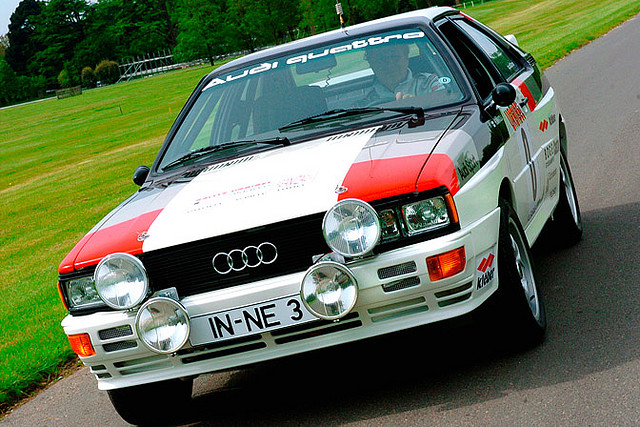
Nouvel acteur du championnat du monde, Audi s'appuie sur son coupé Quattro pour tenter de démontrer la supériorité de la transmission intégrale permanente.

Ayant succédé en 1973 au championnat international des marques (en vigueur de 1970 à 1972), le championnat du monde des rallyes se dispute sur une douzaine de manches, dont les plus célèbres épreuves routières internationales, telles le Rallye Monte-Carlo, le Safari ou le RAC Rally. Parallèlement au championnat des constructeurs, la Commission Sportive Internationale (CSI) a depuis 1979 créé un véritable championnat des pilotes qui fait suite à la controversée Coupe des conducteurs instaurée en 1977, dont le calendrier incluait des épreuves de second plan. Pour la saison 1981, la CSI a une nouvelle fois exclu la manche suédoise du championnat constructeurs, cette épreuve comptant uniquement pour le classement des pilotes, tout comme le Rallye du Brésil promu cette année au rang mondial. Huit des douze manches du calendrier se disputent en Europe, deux en Afrique et deux en Amérique du Sud. Elles sont réservées aux voitures des catégories suivantes :
- Groupe 1 : voitures de tourisme de série
- Groupe 2 : voitures de tourisme spéciales
- Groupe 3 : voitures de grand tourisme de série
- Groupe 4 : voitures de grand tourisme spéciales

L'année 1981 s'avère plus ouverte que la précédente, dominée par Fiat, la 131 Abarth ayant apporté au constructeur italien son troisième titre mondial, avec quatre victoires remportées par le pilote allemand Walter Röhrl, champion du monde 1980. En plus de Datsun, Ford, Talbot et Toyota, régulièrement impliqués cette saison, un nouvel adversaire a fait une entrée remarquée : Audi a déployé d'importants moyens pour imposer la transmission intégrale en rallye avec sa nouvelle Quattro, première voiture de grand tourisme à quatre roues motrices. Manquant encore de fiabilité, la Quattro a cependant démontré sa supériorité sur neige et sur terre et, aux mains d'Hannu Mikkola, a remporté une éclatante victoire au dernier Rallye de Suède.

### L'épreuve
C’est à l'initiative de deux amateurs de sport automobile, le comte Peraldi et le docteur Jean Sermonard, que fut créé le Tour de Corse dont la première édition eut lieu en novembre 1956. Sillonnant les routes et les pistes de l'île, empruntant les principaux cols, l'épreuve fut rapidement surnommée « rallye aux 10000 virages ». Au début des années 1960, l'amélioration du réseau routier corse permit à cette manche du championnat de France de se dérouler intégralement sur asphalte. En 1970, l'épreuve fut intégrée au calendrier du championnat d'Europe des rallyes et en 1973 à celui du championnat du monde de la discipline, créé cette même année. Comptant cinq succès entre 1970 et 1979, Bernard Darniche y détient le record de victoires. Jusqu'alors traditionnellement disputé en automne, le Tour de Corse se déroule pour la première fois au printemps.

## Le parcours
- départ : 30 avril 1981 d'Ajaccio
- arrivée : 2 avril 1981 à Ajaccio

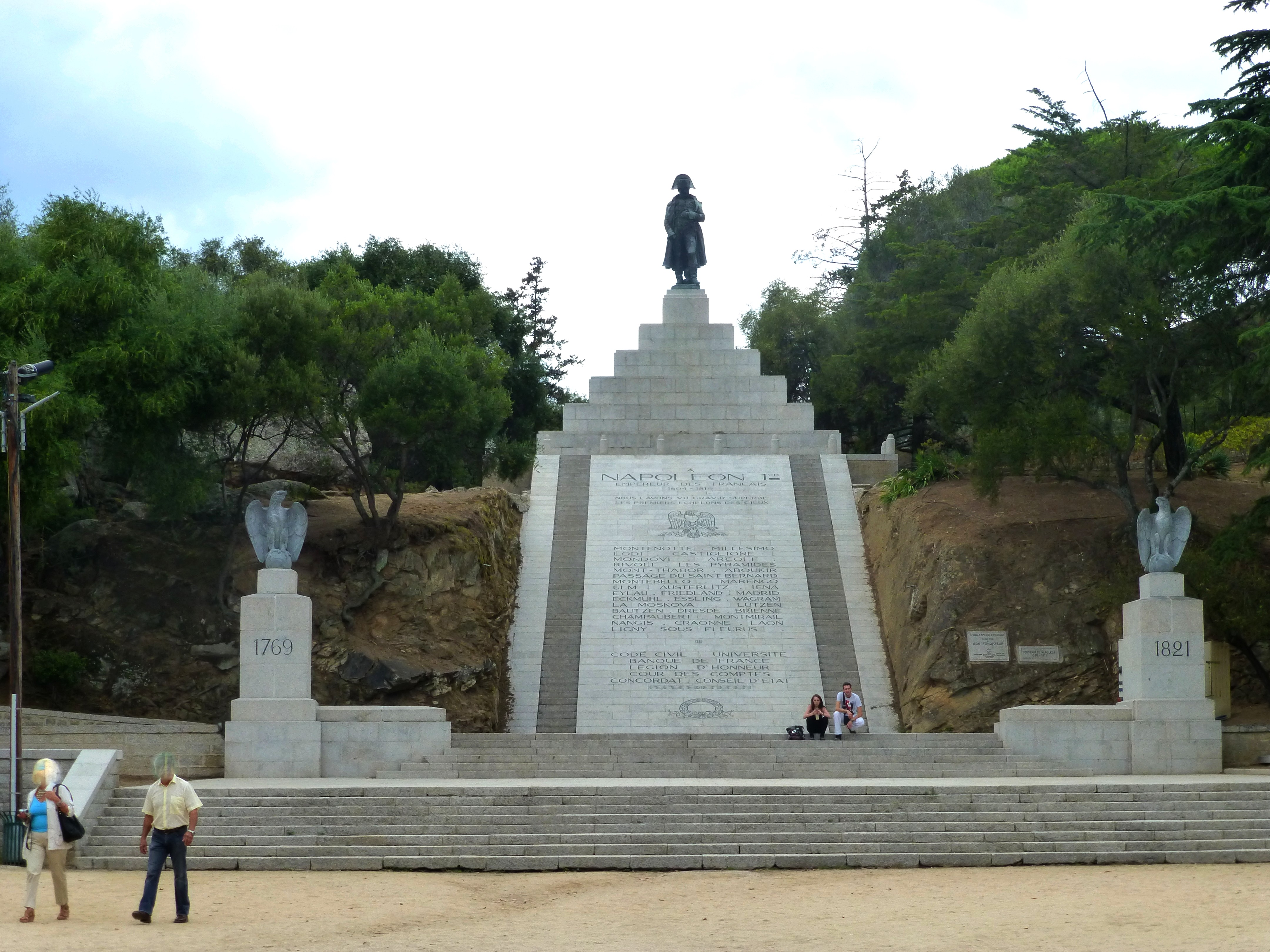
La place d'Austerlitz, à Ajaccio, d'où aura lieu le départ du Tour de Corse 1981.

- distance : 1 613,3 km dont 1 144,6 km sur 24 épreuves spéciales
- surface : asphalte
- Parcours divisé en deux étapes[3]

### Première étape
- Ajaccio - Bicchisano - Ajaccio - Muracciole - Bastia, du 30 avril au 1er mai
- 796,3 km dont 576,1 km sur 12 épreuves spéciales

### Deuxième étape
- Bastia - Saint-Roch - Kamiesch - Ajaccio, le 2 mai
- 817 km dont 568,5 km sur 12 épreuves spéciales

## Les forces en présence
- Datsun

Le « Team Datsun Europe » a préparé deux Violet GT groupe 4 (1030 kg, moteur deux litres à seize soupapes, 225 chevaux) pour Timo Salonen et Tony Pond. Ils sont épaulés par Terry Kaby, qui dispose d'une 160J groupe 2 (1000 kg, moteur deux litres à huit soupapes, 200 chevaux) engagée par Dawson Development (équipe dirigée par l'ancien pilote britannique Andy Dawson). Les trois voitures utilisent des pneus Dunlop.
- Talbot

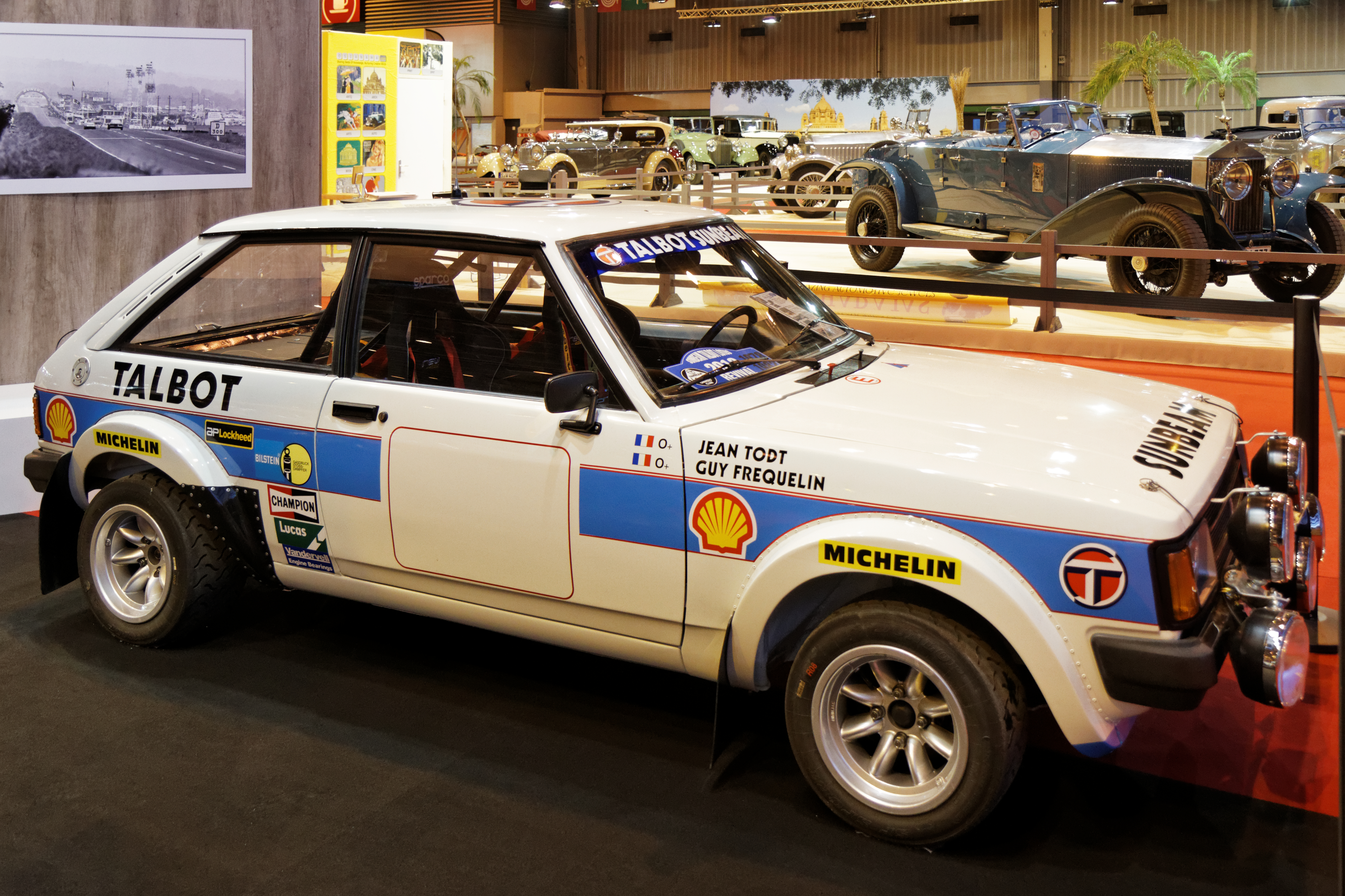
La Talbot Lotus, imbattable en groupe 2.

Comme au Portugal, la filiale britannique du constructeur européen a engagé deux Sunbeam Lotus groupe 2 pour Guy Fréquelin et Henri Toivonen. Avec leur moteur quatre cylindres seize soupapes de 2200 cm3 alimenté par deux carburateurs double-corps Dell'Orto développant 250 chevaux, ces voitures d'une tonne sont largement favorites dans leur catégorie et affichent des performances équivalentes à beaucoup de voitures du groupe 4. Elles sont chaussées de pneus Michelin.
- Audi

Audi Sport aligne deux coupés Quattro groupe 4 à quatre roues motrices, confiés à Hannu Mikkola et Michèle Mouton. Par rapport à la version terre utilisée au Portugal, le poids a été réduit à 1090 kg et la garde au sol diminuée. Leur moteur cinq cylindres de 2144 cm3 à injection directe, suralimenté par un turbo-compresseur KKK, développe 340 chevaux. La nouvelle version poussée à 380 chevaux n'a pas été retenue, manquant de souplesse pour les routes corses. Les Audi utilisent des pneus Kléber.
- Renault

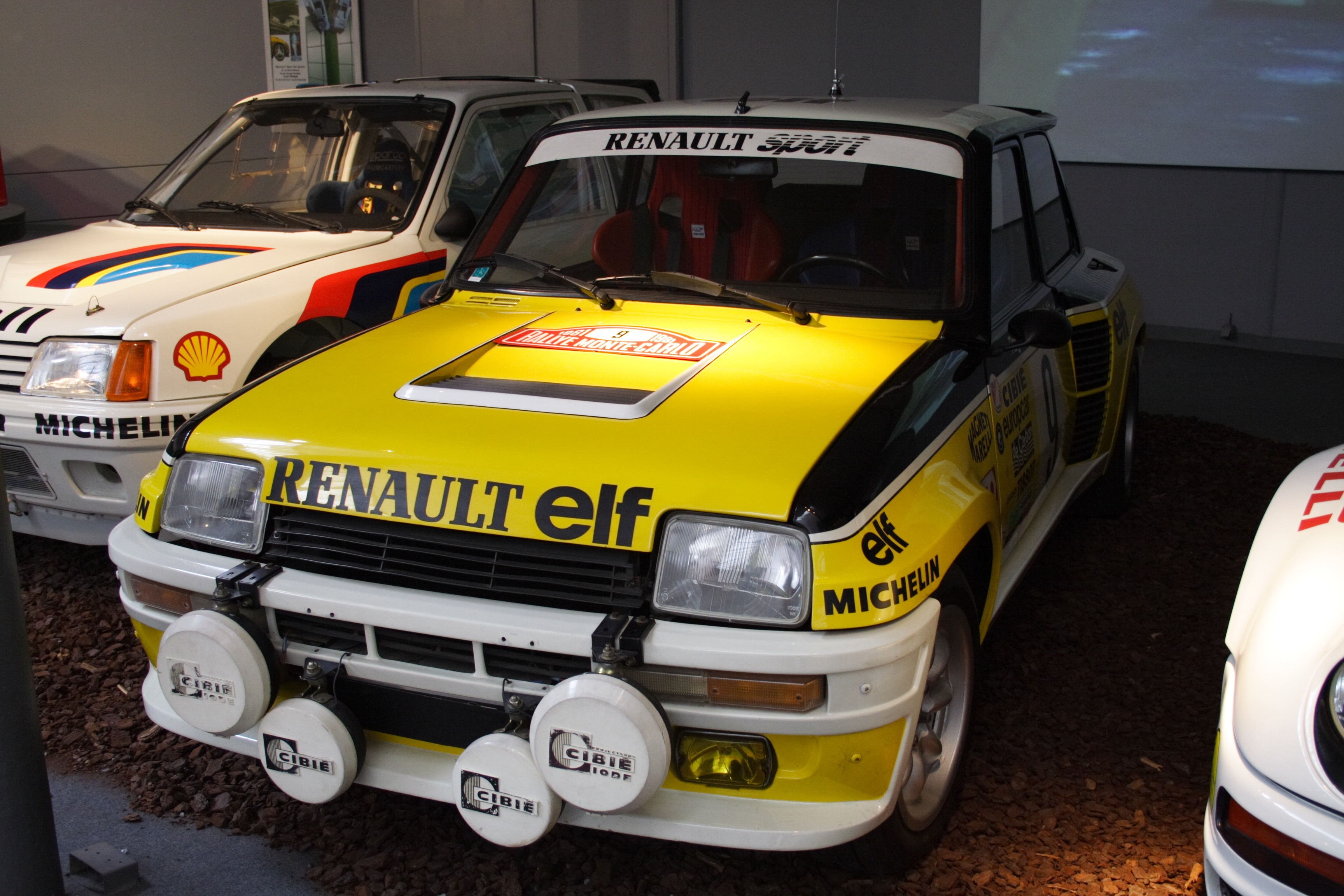
Victorieuse du dernier rallye Monte-Carlo, la Renault 5 Turbo de Ragnotti est au rang des favorites.

Renault Sport a engagé une Renault 5 Turbo groupe 4 pour Jean Ragnotti, mais assiste également celle de Bruno Saby, préparée par le concessionnaire de Grenoble, le garage Galtier. Ces voitures pèsent environ 900 kg à vide. Leur moteur quatre cylindres de 1397 cm3 est placé en position centrale arrière ; il utilise un système d'injection Bosch K-Jetronic et est suralimenté par un turbocompresseur Garrett T3. La voiture de Ragnotti dispose de 280 chevaux, celle de Saby, simplement équipée du kit compétition client, de 200. Toutes deux sont chaussées de pneus Michelin. En outre, quatorze 5 Turbo privées sont au départ (onze en groupe 4 et trois en groupe 3), les plus en vue étant celles d'Alain Coppier (version groupe 4 préparée chez Politecnic, kit 200 chevaux) et du pilote corse Jean-Pierre Manzagol (groupe 4, 200 chevaux également).
- Toyota

Les coupés Celica 2000 GT groupe 4 apparaissent pour la première fois en version asphalte : 1000 kg, moteur deux quatre cylindres deux litres à seize soupapes alimenté par injection, d'une puissance de 260 chevaux. Deux voitures ont été engagées par le Toyota Team Europe dirigé par Ove Andersson, pour Björn Waldegård et Per Eklund, qui utiliseront des pneus Pirelli.
- Porsche

Les préparateurs Alméras Frès ont la charge de trois voitures, deux Porsche 911 SC groupe 4 pour Jean-Luc Thérier (soutenu par Esso) et Francis Vincent (soutenu par Éminence), Jacques Alméras s'alignant sur une 924 GTS avec le soutien technique de Jürgen Barth, présent sur place. Les deux 911 pèsent une tonne et sont équipées de la version trois litres du moteur six cylindres à plat refroidi par air, Thérier disposant de 335 chevaux, une quinzaine de plus que Vincent. Le moteur deux litres suralimenté de la 924 GTS, récemment homologuée en groupe 4, développe 260 chevaux. Les trois pilotes utilisent des pneus Michelin. La marque allemande est également très présente en groupe 3, représentée notamment par Jean-Pierre Ballet, Gérard Swaton ou Christian Gardavot sur des 911 de série, à moteur 2700 cm3.
- Ferrari

Jean-Claude Andruet s'aligne sur la Ferrari 308 GTB groupe 4 avec laquelle il dispute le championnat d'Europe. Cette voiture de plus d'une tonne, engagée par l'importateur français Charles Pozzi et sponsorisée par Entremont, est équipée d'un moteur V8 de trois litres de cylindrée, en position centrale arrière, développant 330 chevaux. Elle est chaussée de pneus Michelin.
- Lancia

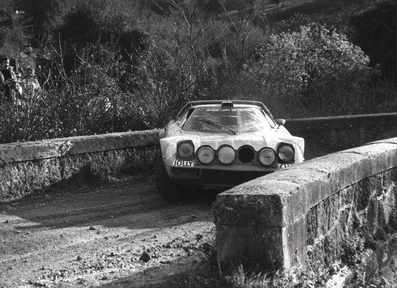
Une Lancia Stratos HF groupe 4 semblable à celle de Darniche.

L'écurie Chardonnet aligne sa Stratos HF groupe 4 pour Bernard Darniche, pilote attitré de l'équipe. Cette voiture de 980 kg est animée par un moteur V6 Dino de 2400 cm3 de 280 chevaux, monté en position centrale arrière. Darniche prendra le départ avec des pneus Pirelli.
- Opel

Anders Kulläng était inscrit sur une Ascona 400 groupe 4 engagée par Publimmo, mais l'écurie monégasque connaît des difficultés financières et, engageant deux autres voitures, n'a pu assurer la venue du pilote suédois. Il y a cependant une trentaine d'Opel dans les rangs, Ascona et Kadett GT/E réparties dans les groupes 1 et 2. La marque allemande est d'ailleurs favorite en tourisme de série, avec notamment la présence de Jean-Louis Clarr sur une Ascona 2000 préparée par Simon Racing.
- Ford

L'équipe Rothmans, qui emploie Ari Vatanen, n'a pas fait le déplacement en Corse. Cependant, comme Opel, Ford bénéficie de nombreux engagements de pilotes indépendants en groupes 1 et 2, sur des Escort RS2000. On note aussi la présence de l'Escort RS1800 groupe 4 (1000 kg, 260 chevaux) de Publimmo Racing, confiée à Yves Loubet.

## Déroulement de la course

### Première étape

#### Ajaccio - Bicchisano - Ajaccio
Les 120 concurrents démarrent d'Ajaccio le jeudi, à partir de 23 heures. Les routes sont sèches et Jean-Claude Andruet, sur le court tronçon reliant le hameau de Verghia au village de Coti-Chiavari, prend immédiatement la direction des opérations au volant de sa Ferrari, devançant de sept secondes la Renault 5 Turbo de Jean Ragnotti, qui, préoccupé par une perte de puissance de son moteur, n'entend pas un avertissement de son copilote sur le parcours de liaison menant à Acqua Doria, dérape sur le gravier et sort de la route, tombant dans un trou. L'équipage, aidé par des mécaniciens d'autres équipes, va perdre énormément de temps pour sortir la voiture et encaisse une pénalité de vingt-quatre minutes avant le départ de la seconde épreuve spéciale. C'est un coup dur pour l'équipe Renault, favorite de la course, dont le deuxième pilote, Bruno Saby, vient d'abandonner, joint de culasse claqué. C'est désormais la Porsche de Jean-Luc Thérier qui occupe la seconde place, à treize secondes d'Andruet. Le pilote normand est talonné par la Lancia Stratos de Bernard Darniche, deux secondes derrière. Dans le deuxième secteur chronométré, Andruet enfonce le clou : il est plus rapide d'une seconde au kilomètre (le secteur en compte près de soixante-dix) que ses principaux adversaires, emmenés par Michèle Mouton, qui accède à la troisième place du classement général juste derrière Darniche, alors que Thérier a connu des problèmes de freins et a rétrogradé en sixième position derrière la Talbot de Guy Fréquelin et la 5 Turbo de Jean-Pierre Manzagol. Handicapé par un problème de fuite d'air au turbo, Hannu Mikkola n'occupe que le huitième rang, son Audi manquant de puissance. Pont arrière de sa Toyota cassé, Björn Waldegård vient d'abandonner.
Andruet va rester invaincu au cours des trois autres spéciales nocturnes et lorsqu'il rejoint le parc fermé d'Ajaccio, à quatre heures du matin, il a porté son avance sur Darniche à près de trois minutes, Alors que Thérier est remonté à la troisième place, à un peu plus de quinze secondes de la Lancia, devant Mouton et Fréquelin, ce dernier étant largement en tête du groupe 2. Son coéquipier Henri Toivonen, qui disputait son premier Tour de Corse et occupait la septième place, a dû renoncer, biellette de direction cassée. En tourisme de série, Jean-Louis Clarr domine largement tous ses adversaires et occupe la dixième place au classement général sur son Opel Ascona.

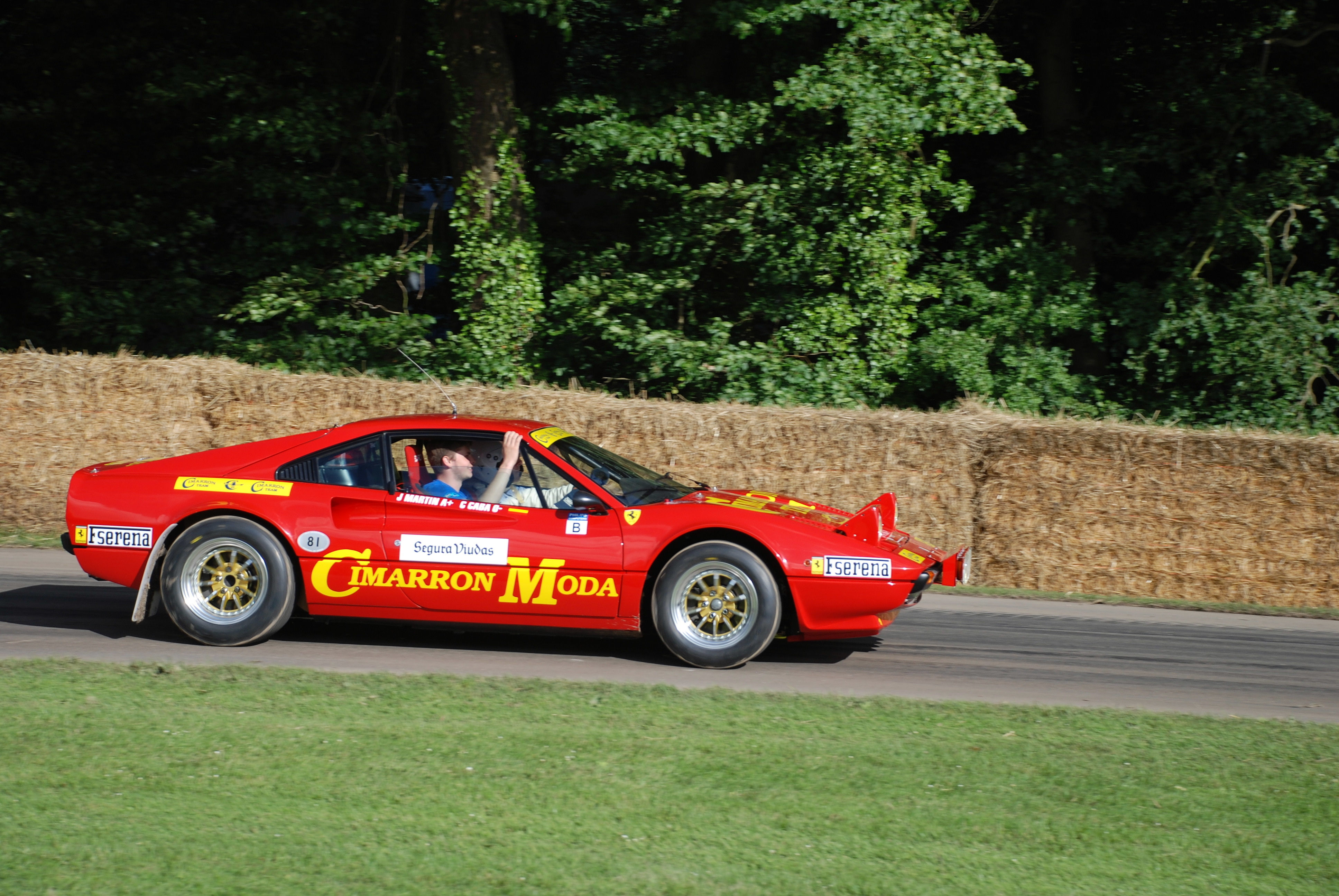
Une Ferrari 308 GTB groupe 4 lors d'une manifestation historique. C'est sur un modèle semblable qu'Andruet a écrasé la concurrence en début de première étape, remportant toutes les épreuves spéciales.

| Pos. | Pilote               | Copilote          | Voiture              | Groupe | Temps           | Écart         |
| ---- | -------------------- | ----------------- | -------------------- | ------ | --------------- | ------------- |
| 1    | Jean-Claude Andruet  | « Biche »         | Ferrari 308 GTB      | 4      | 2 h 40 min 14 s |               |
| 2    | Bernard Darniche     | Alain Mahé        | Lancia Stratos HF    | 4      | 2 h 42 min 57 s | + 2 min 43 s  |
| 3    | Jean-Luc Thérier     | Michel Vial       | Porsche 911 SC       | 4      | 2 h 43 min 14 s | + 3 min 00 s  |
| 4    | Michèle Mouton       | Fabrizia Pons     | Audi Quattro         | 4      | 2 h 44 min 30 s | + 4 min 16 s  |
| 5    | Guy Fréquelin        | Jean Todt         | Talbot Sunbeam Lotus | 2      | 2 h 45 min 09 s | + 4 min 55 s  |
| 6    | Jean-Pierre Manzagol | Georges Monti     | Renault 5 Turbo      | 4      | 2 h 46 min 23 s | + 6 min 09 s  |
| 7    | Hannu Mikkola        | Arne Hertz        | Audi Quattro         | 4      | 2 h 48 min 22 s | + 8 min 08 s  |
| 8    | Timo Salonen         | Seppo Harjanne    | Datsun Violet GT     | 4      | 2 h 51 min 39 s | + 11 min 25 s |
| 9    | Tony Pond            | Ian Grindrod      | Datsun Violet GT     | 4      | 2 h 53 min 26 s | + 13 min 12 s |
| 10   | Jean-Louis Clarr     | Jean-Bernard Vieu | Opel Ascona 2000     | 1      | 2 h 54 min 53 s | + 14 min 39 s |

#### Ajaccio - Muracciole - Bastia

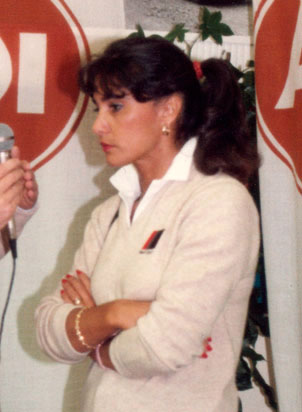
De nombreux abandons touchent les favoris entre Ajaccio et Bastia, dont celui de Michèle Mouton, troisième sur son Audi avant ses premiers soucis.

Les équipages repartent après une pause de deux heures, en direction de la côte est de l'île. Les routes sont toujours sèches. Andruet ne profite pas longtemps de sa position, la pompe à essence de la Ferrari le trahissant dès la reprise, entre Santa-Maria-Siché et Ciamannacce. Darniche, qui utilise maintenant des pneus Michelin à la place des Pirelli qui ne lui donnaient pas satisfaction en début de course, pointe en tête, avec seulement dix secondes d'avance sur Thérier. Michèle Mouton est à nouveau troisième, à près de deux minutes de la Lancia, devançant de plus d'une minute Fréquelin, lui même une minute devant Manzagol. Les autres concurrents, emmenés par la Datsun de Timo Salonen, comptent plus de dix minutes de retard. L'écart entre les deux premiers se creuse dans la spéciale du col de Verde, une crevaison de Thérier lui faisant perdre plus de trois minutes. Michèle Mouton a également crevé, perdant sa troisième place au profit de Fréquelin, tandis que son coéquipier Mikkola abandonne, joint de culasse claqué. Dans le secteur suivant, passant par le col de Bavella, c'est au tour de Darniche d'être retardé, crevant en fin de parcours ses deux pneus arrière presque simultanément. Il parvient néanmoins à rejoindre Zonza, où son assistance qui refixe le capot du moteur endommagé et vérifie suspension et transmission. Il ne compte plus que six secondes d'avance sur Thérier, auteur du meilleur temps. Le pilote de la Porsche est à nouveau le plus rapide entre Aullène et Ghisoni et prend le commandement de l'épreuve avec plus d'une minute d'avance sur la Lancia. Fréquelin est toujours troisième mais a perdu du terrain, son retard s'élevant à plus de cinq minutes. Mouton a abandonné, le bris du tendeur de courroie d'alternateur ayant causé la rupture de l'arbre à cames de son Audi. C'est désormais Manzagol qui occupe la quatrième place, devant les Datsun de Tony Pond et Salonen, beaucoup plus loin. Thérier et Darniche réalisent tous deux le meilleur temps dans le col de Sorba mais dans la spéciale, longue de plus de quatre-vingts kilomètres, une double crevaison élimine la Porsche de tête. Darniche reprend le commandement de la course, avec plus de sept minutes d'avance sur Fréquelin et huit sur Manzagol. Mais il crève à nouveau dans le dernier secteur chronométré de la journée, perdant environ six minutes. Quand il rallie Bastia, terme de cette première étape, sa marge sur Manzagol, qui devance de peu Fréquelin, dépasse à peine la minute. Pond, quatrième, est à près d'un quart d'heure ; son coéquipier Salonen vient d'abandonner, hors course à cause de problèmes d'alimentation. Toujours largement en tête en Tourisme de série, Clarr pointe à la sixième place, entre la 5 Turbo de Pierre-Louis Moreau et la Porsche de Jean-Pierre Ballet, en tête du groupe 3. Il ne reste plus que la moitié des équipages en course.

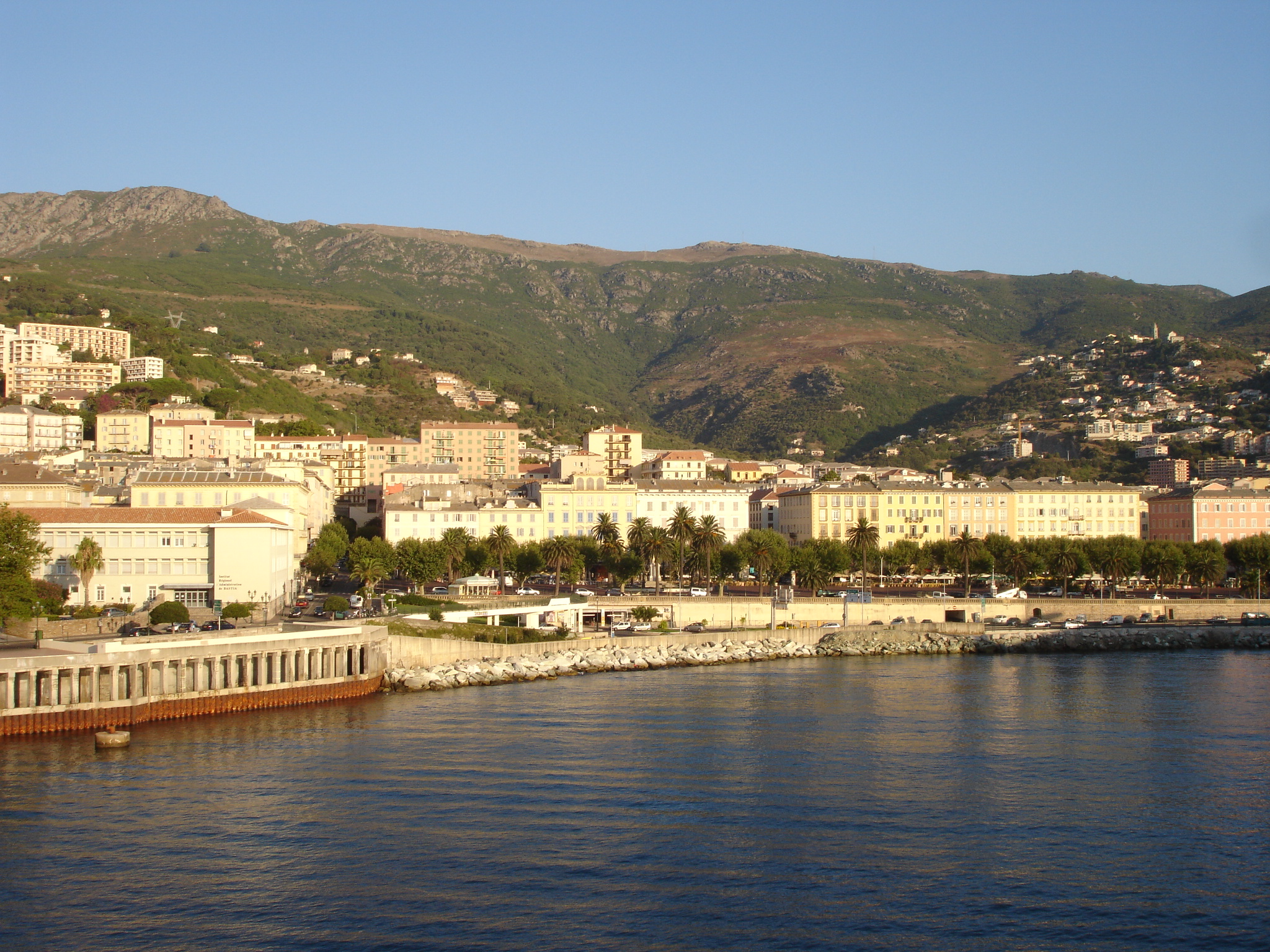
Sur 120 équipages ont départ, seuls 60 ont rallié Bastia, terme de la première étape.

| Pos. | Pilote               | Copilote           | Voiture               | Groupe | Temps           | Écart         |
| ---- | -------------------- | ------------------ | --------------------- | ------ | --------------- | ------------- |
| 1    | Bernard Darniche     | Alain Mahé         | Lancia Stratos HF     | 4      | 7 h 21 min 40 s |               |
| 2    | Jean-Pierre Manzagol | Georges Monti      | Renault 5 Turbo       | 4      | 7 h 22 min 46 s | + 1 min 06 s  |
| 3    | Guy Fréquelin        | Jean Todt          | Talbot Sunbeam Lotus  | 2      | 7 h 22 min 57 s | + 1 min 17 s  |
| 4    | Tony Pond            | Ian Grindrod       | Datsun Violet GT      | 4      | 7 h 28 min 26 s | + 6 min 46 s  |
| 5    | Pierre-Louis Moreau  | Michel Néri        | Renault 5 Turbo       | 4      | 7 h 34 min 20 s | + 12 min 40 s |
| 6    | Jean-Louis Clarr     | Jean-Bernard Vieu  | Opel Ascona 2000      | 1      | 7 h 42 min 36 s | + 20 min 56 s |
| 7    | Jean-Pierre Ballet   | Jacky Guinchard    | Porsche 911           | 3      | 7 h 45 min 19 s | + 23 min 39 s |
| 8    | Jean Ragnotti        | Jean-Marc Andrié   | Renault 5 Turbo       | 4      | 7 h 54 min 30 s | + 32 min 50 s |
| 9    | Jean-Marie Soriano   | Robert Simonetti   | Renault 5 Turbo       | 4      | 7 h 57 min 10 s | + 35 min 30 s |
| 10   | Per Eklund           | Jan-Olof Bohlin    | Toyota Celica 2000 GT | 4      | 7 h 59 min 07 s | + 37 min 27 s |
| 11   | Terry Kaby           | Rob Arthur         | Datsun 160J PA10      | 2      | 8 h 00 min 04 s | + 38 min 24 s |
| 12   | Jean-Michel Tichadou | Jean-Paul Pandolfi | Ford Escort RS2000    | 1      | 8 h 04 min 34 s | + 42 min 54 s |
| 13   | Gérard Swaton        | Bernard Cordesse   | Porsche 911           | 3      | 8 h 05 min 03 s | + 43 min 23 s |
| 14   | Thierry Lousteau     | Hervé Guibert      | Renault 5 Turbo       | 3      | 8 h 10 min 57 s | + 49 min 17 s |
| 15   | Camille Bartoli      | Gilbert Poletti    | Renault 5 Turbo       | 4      | 8 h 11 min 06 s | + 49 min 26 s |

### Deuxième étape

#### Bastia - Saint-Roch
Malgré la demi-heure d'intervention de son assistance en toute fin de première étape, ayant permis de réparer le capot arrière et de contrôler complètement les suspensions, Darniche est très inquiet quant à l'état de sa Lancia Stratos, au moment du départ de la seconde étape, à deux heures du matin. Les crevaisons de la veille l'incitent à utiliser des pneus Kléber, un peu moins tendres que les Michelin, pour cette dernière journée. La voiture de Ragnotti a retrouvé son niveau de compétitivité et le pilote de Renault Sport va dominer les quatre spéciales nocturnes, remontant à la cinquième place du classement général, trop loin toutefois des voitures qui le précèdent pour espérer les rattraper à la régulière. Cinquième à Bastia, Moreau n’est pas allé loin, le moteur de sa 5 Turbo ayant cassé dès les premiers kilomètres chronométrés. Le plus rapide derrière Ragnotti, Darniche accroît rapidement son avance sur ses poursuivants : au petit matin, Fréquelin, qui a dépossédé Manzagol de sa seconde place, accuse un retard de cinq minutes sur la Lancia de tête, dont le comportement, grâce aux nouveaux pneus, donne enfin pleine satisfaction. Pond a perdu du temps pour faire remplacer sa pompe eau mais occupe néanmoins la quatrième position, avec un retard s'élevant désormais à plus de vingt minutes. Il regagne cependant une place quand Fréquelin, en proie à des problèmes de transmission, doit faire remplacer embrayage et boîte de vitesses de sa Talbot, ce qui lui coûte dix-huit minutes de pénalisation routière avant le départ de la dix-septième épreuve spéciale, près de Galéria. Manzagol retrouve la position de dauphin pour un court instant, une panne électrique causée par le bris de la poulie d'alternateur de sa 5 Turbo l'empêchant de rejoindre Évisa. Ragnotti abandonne également, sur panne électrique. Fréquelin s'est montré le plus rapide sur ce tronçon, alors que Darniche, désireux de ménager sa monture qui a beaucoup souffert au cours de la première étape, se contente dès lors d'assurer, seul un incident pouvant le priver de la victoire. Au regroupement de Saint-Roch, son avance sur Pond, désormais second, s'élève à plus de vingt minutes, Fréquelin étant revenu à seulement dix-sept secondes de la Datsun. Toujours largement en tête du groupe 3 devant Swaton, Ballet est maintenant quatrième, tandis qu'en groupe 1, c'est Jean-Michel Tichadou qui mène la danse, Clarr ayant coulé une bielle au sud de L'Île-Rousse ; le pilote corse occupe la septième place sur son Escort RS de série, derrière la Toyota de Per Eklund, bien remonté après avoir été très retardé par une crevaison la veille, et la Datsun de Terry Kaby.

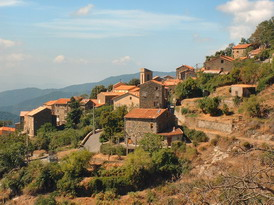
Le hameau de Saint-Roch, pause matinale sur le parcours de la deuxième étape.

| Pos. | Pilote               | Copilote           | Voiture               | Groupe | Temps            | Écart             |
| ---- | -------------------- | ------------------ | --------------------- | ------ | ---------------- | ----------------- |
| 1    | Bernard Darniche     | Alain Mahé         | Lancia Stratos HF     | 4      | 10 h 23 min 54 s |                   |
| 2    | Tony Pond            | Ian Grindrod       | Datsun Violet GT      | 4      | 10 h 44 min 42 s | + 20 min 48 s     |
| 3    | Guy Fréquelin        | Jean Todt          | Talbot Sunbeam Lotus  | 2      | 10 h 44 min 59 s | + 21 min 05 s     |
| 4    | Jean-Pierre Ballet   | Jacky Guinchard    | Porsche 911           | 3      | 11 h 01 min 34 s | + 37 min 40 s     |
| 5    | Per Eklund           | Jan-Olof Bohlin    | Toyota Celica 2000 GT | 4      | 11 h 05 min 40 s | + 41 min 46 s     |
| 6    | Terry Kaby           | Rob Arthur         | Datsun 160J PA10      | 2      | 11 h 14 min 09 s | + 50 min 15 s     |
| 7    | Jean-Michel Tichadou | Jean-Paul Pandolfi | Ford Escort RS2000    | 1      | 11 h 26 min 27 s | + 1 h 02 min 33 s |
| 8    | Gérard Swaton        | Bernard Cordesse   | Porsche 911           | 3      | 11 h 27 min 50 s | + 1 h 03 min 56 s |

#### Saint-Roch - Ajaccio
Le retour sur Ajaccio se déroule sans problème pour Darniche, malgré ses craintes sur l'état de sa voiture qui émettait des bruits suspects. On découvrira lors des vérifications techniques que le longeron avant droit était cassé et que la Stratos n’aurait pas été beaucoup plus loin... Il remporte néanmoins son sixième Tour de Corse devant Fréquelin, vainqueur du groupe 2, régulièrement le plus rapide sur cette fin de parcours et vite repassé devant Pond, troisième pour sa première venue dans l'île. Alors qu'il venait d'accéder à la quatrième place, Eklund a été retardé par des problèmes mécaniques dans l'avant dernière spéciale, terminant finalement sixième derrière Ballet (qui s'impose en GT de série sur une 911 âgée de sept ans, accusant plus de 150 000 km au compteur !) et Kaby, et devant Tichadou, premier du groupe 1. Quarante-deux équipages ont terminé l'épreuve.

### Classement général
| Pos | No  | Pilote               | Copilote           | Voiture               | Temps            | Écart             | Groupe |
| --- | --- | -------------------- | ------------------ | --------------------- | ---------------- | ----------------- | ------ |
| 1   | 10  | Bernard Darniche     | Alain Mahé         | Lancia Stratos HF     | 14 h 26 min 23 s |                   | 4      |
| 2   | 2   | Guy Fréquelin        | Jean Todt          | Talbot Sunbeam Lotus  | 14 h 42 min 25 s | + 16 min 02 s     | 2      |
| 3   | 18  | Tony Pond            | Ian Grindrod       | Datsun Violet GT      | 14 h 45 min 29 s | + 19 min 06 s     | 4      |
| 4   | 22  | Jean-Pierre Ballet   | Jacky Guinchard    | Porsche 911           | 15 h 17 min 09 s | + 50 min 46 s     | 3      |
| 5   | 20  | Terry Kaby           | Rob Arthur         | Datsun 160J PA10      | 15 h 22 min 06 s | + 55 min 43 s     | 2      |
| 6   | 7   | Per Eklund           | Jan-Olof Bohlin    | Toyota Celica 2000 GT | 15 h 43 min 33 s | + 1 h 17 min 10 s | 4      |
| 7   | 105 | Jean-Michel Tichadou | Jean-Paul Pandolfi | Ford Escort RS2000    | 15 h 45 min 51 s | + 1 h 19 min 28 s | 1      |
| 8   | 41  | Gérard Swaton        | Bernard Cordesse   | Porsche 911           | 15 h 46 min 29 s | + 1 h 20 min 06 s | 3      |
| 9   | 29  | Camille Bartoli      | Gilbert Poletti    | Renault 5 Turbo       | 15 h 54 min 34 s | + 1 h 28 min 11 s | 4      |
| 10  | 108 | Jean-Félix Farrucci  | Albert Gori        | Opel Ascona 2000      | 15 h 59 min 40 s | + 1 h 33 min 17 s | 1      |

### Classements par groupe

#### Groupe 1
| Pos | no  | Pilote               | Copilote           | Voiture            | Temps            | Écart         | Class. général        |
| --- | --- | -------------------- | ------------------ | ------------------ | ---------------- | ------------- | --------------------- |
| 1   | 105 | Jean-Michel Tichadou | Jean-Paul Pandolfi | Ford Escort RS2000 | 15 h 45 min 51 s |               | 7e à 1 h 19 min 28 s  |
| 2   | 108 | Jean-Félix Farrucci  | Albert Gori        | Opel Ascona 2000   | 15 h 59 min 40 s | + 13 min 49 s | 10e à 1 h 33 min 17 s |
| 3   | 90  | Christian Lunel      | M. Brouchier       | Opel Kadett GT/E   | 16 h 09 min 09 s | + 23 min 18 s | 11e à 1 h 42 min 46 s |

#### Groupe 2
| Pos | no | Pilote        | Copilote         | Voiture              | Temps            | Écart             | Class. général        |
| --- | -- | ------------- | ---------------- | -------------------- | ---------------- | ----------------- | --------------------- |
| 1   | 2  | Guy Fréquelin | Jean Todt        | Talbot Sunbeam Lotus | 14 h 42 min 25 s |                   | 2e à 16 min 02 s      |
| 2   | 20 | Terry Kaby    | Rob Arthur       | Datsun 160J PA10     | 15 h 22 min 06 s | + 39 min 41 s     | 5e à 55 min 43 s      |
| 3   | 81 | Pierre Toujan | Annick Peuvergne | Peugeot 104 ZS       | 16 h 21 min 24 s | + 1 h 38 min 59 s | 13e à 1 h 55 min 01 s |

#### Groupe 3

Jean-Pierre Ballet remporte le groupe 3 et se classe quatrième du classement général sur une Porsche 911 2,7L âgée de sept ans, semblable à celle-ci.

| Pos | no | Pilote             | Copilote         | Voiture         | Temps            | Écart             | Class. général        |
| --- | -- | ------------------ | ---------------- | --------------- | ---------------- | ----------------- | --------------------- |
| 1   | 22 | Jean-Pierre Ballet | Jacky Guinchard  | Porsche 911     | 15 h 17 min 09 s |                   | 4e à 50 min 46 s      |
| 2   | 41 | Gérard Swaton      | Bernard Cordesse | Porsche 911     | 15 h 46 min 29 s | + 29 min 20 s     | 8e à 1 h 20 min 06 s  |
| 3   | 48 | Thierry Lousteau   | Hervé Guibert    | Renault 5 Turbo | 16 h 30 min 11 s | + 1 h 13 min 02 s | 14e à 2 h 03 min 48 s |

#### Groupe 4
| Pos | no | Pilote           | Copilote        | Voiture               | Temps            | Écart             | Class. général       |
| --- | -- | ---------------- | --------------- | --------------------- | ---------------- | ----------------- | -------------------- |
| 1   | 10 | Bernard Darniche | Alain Mahé      | Lancia Stratos HF     | 14 h 26 min 23 s |                   | Vainqueur absolu     |
| 2   | 18 | Tony Pond        | Ian Grindrod    | Datsun Violet GT      | 14 h 45 min 29 s | + 19 min 06 s     | 3e à 19 min 06 s     |
| 3   | 7  | Per Eklund       | Jan-Olof Bohlin | Toyota Celica 2000 GT | 15 h 43 min 33 s | + 1 h 17 min 10 s | 6e à 1 h 17 min 10 s |

#### Diesel
| Pos | no | Pilote         | Copilote       | Voiture             | Temps            | Écart | Class. général        |
| --- | -- | -------------- | -------------- | ------------------- | ---------------- | ----- | --------------------- |
| 1   | 60 | Claude Laurent | Jacques Marché | Peugeot 505 Turbo D | 16 h 54 min 15 s |       | 20e à 2 h 27 min 52 s |

- La Peugeot 505 de l'équipage Laurent/Marché était la seule voiture engagée en catégorie Diesel[6].

### Équipages de tête
- ES1 à ES5 :  Jean-Claude Andruet -  « Biche » (Ferrari 308 GTB)
- ES6 à ES8 :  Bernard Darniche -  Alain Mahé (Lancia Stratos HF)
- ES9 à ES10 :  Jean-Luc Thérier -  Michel Vial (Porsche 911 SC)
- ES11 à ES24 :  Bernard Darniche -  Alain Mahé (Lancia Stratos HF)

### Vainqueurs d'épreuves spéciales
- Guy Fréquelin -  Jean Todt (Talbot Sunbeam Lotus) : 6 spéciales (ES 17, 18, 21 à 23)
- Jean-Claude Andruet -  « Biche » (Ferrari 308 GTB) : 5 spéciales (ES 1 à 5)
- Jean-Luc Thérier -  Michel Vial (Porsche 911 SC) : 4 spéciales (ES 6, 8 à 10)
- Jean Ragnotti -  Jean-Marc Andrié (Renault 5 Turbo) : 4 spéciales (ES 13 à 16)
- Bernard Darniche -  Alain Mahé (Lancia Stratos HF) : 4 spéciales (ES 7, 10, 11, 19)
- Tony Pond -  Ian Grindrod (Datsun Violet GT) : 1 spéciale (ES 12)
- Per Eklund -  Jan-Olof Bohlin (Toyota Celica 2000 GT) : 1 spéciale (ES 24)

## Résultats des principaux engagés
| No  | Pilote               | Copilote              | Voiture               | Groupe | Classement général                                       | Class. groupe |
| --- | -------------------- | --------------------- | --------------------- | ------ | -------------------------------------------------------- | ------------- |
| 1   | Timo Salonen         | Seppo Harjanne        | Datsun Violet GT      | 4      | ab. dans la 12e spéciale (hors course)                   | -             |
| 2   | Guy Fréquelin        | Jean Todt             | Talbot Sunbeam Lotus  | 2      | 2e à 16 min 02 s                                         | 1er           |
| 3   | Hannu Mikkola        | Arne Hertz            | Audi Quattro          | 4      | ab. dans la 7e spéciale (joint de culasse)               | -             |
| 4   | Anders Kulläng       | Bruno Berglund        | Opel Ascona 400       | 4      | Forfait (budget)                                         |               |
| 5   | Alain Coppier        | Josépha Laloz         | Renault 5 Turbo       | 4      | ab. dans la 6e spéciale (faisceau électrique)            | -             |
| 6   | Jean-Luc Thérier     | Michel Vial           | Porsche 911 SC        | 4      | ab. dans la 11e spéciale (double crevaison)              | -             |
| 7   | Per Eklund           | Jan-Olof Bohlin       | Toyota Celica 2000 GT | 4      | 6e à 1 h 17 min 10 s                                     | 3e            |
| 8   | Björn Waldegård      | Hans Thorszelius      | Toyota Celica 2000 GT | 4      | ab. dans la 2e spéciale (pont)                           | -             |
| 9   | Henri Toivonen       | Fred Gallagher        | Talbot Sunbeam Lotus  | 2      | ab. dans la 5e spéciale (biellette de direction)         | -             |
| 10  | Bernard Darniche     | Alain Mahé            | Lancia Stratos HF     | 4      | 1er                                                      | 1er           |
| 11  | Jean Ragnotti        | Jean-Marc Andrié      | Renault 5 Turbo       | 4      | ab. dans la 17e spéciale (problèmes électriques)         | -             |
| 12  | Francis Vincent      | Willy Huret           | Porsche 911 SC        | 4      | ab. dans la 9e spéciale (cardan, après touchette)        | -             |
| 14  | Jean-Claude Andruet  | « Biche »             | Ferrari 308 GTB       | 4      | ab. dans la 6e spéciale (pompe à essence)                | -             |
| 15  | Michèle Mouton       | Fabrizia Pons         | Audi Quattro          | 4      | ab. dans la 9e spéciale (arbre à cames)                  | -             |
| 16  | Bruno Saby           | Daniel Le Saux        | Renault 5 Turbo       | 4      | ab. dans la 2e spéciale (surchauffe moteur)              | -             |
| 17  | Pierre-Louis Moreau  | Michel Néri           | Renault 5 Turbo       | 4      | ab. dans la 13e spéciale (moteur)                        | -             |
| 18  | Tony Pond            | Ian Grindrod          | Datsun Violet GT      | 4      | 3e à 19 min 06 s                                         | 2e            |
| 19  | Jacques Alméras      | « Tilber »            | Porsche 924 GTS       | 4      | ab. dans la 7e spéciale (sortie de route)                | -             |
| 20  | Terry Kaby           | Rob Arthur            | Datsun 160J PA10      | 2      | 5e à 55 min 43 s                                         | 2e            |
| 21  | Jean-Louis Clarr     | Jean-Bernard Vieu     | Opel Ascona 2000      | 1      | ab. dans la 15e spéciale (bielle coulée)                 | -             |
| 22  | Jean-Pierre Ballet   | Jacky Guinchard       | Porsche 911           | 3      | 4e à 50 min 46 s                                         | 1er           |
| 23  | « Panic »            | Félix Giallolacci     | Alpine A110 1800      | 3      | 15e à 2 h 10 min 36 s                                    | 4e            |
| 24  | Daniel Rognoni       | Jean-Michel Simonetti | Porsche 911 SC        | 4      | ab. dans la 7e spéciale (sortie de route)                | -             |
| 25  | Olivier Lamirault    | Chantal Sola          | Alpine A310 V6        | 4      | ab. dans la 5e spéciale (moteur)                         | -             |
| 26  | Jean-Pierre Manzagol | Georges Monti         | Renault 5 Turbo       | 4      | ab. dans la 17e spéciale (poulie d'alternateur)          | -             |
| 27  | Claude Balesi        | Jean-Paul Cirindini   | Renault 5 Turbo       | 4      | ab. après la 1re spéciale (début d'incendie)             | -             |
| 29  | Camille Bartoli      | Gilbert Poletti       | Renault 5 Turbo       | 4      | 4e à 1 h 28 min 11 s                                     | 4e            |
| 31  | Jean-Marie Soriano   | Robert Simonetti      | Renault 5 Turbo       | 4      | ab. dans la 13e spéciale (sortie de route)               | -             |
| 37  | Yves Loubet          | René Alemany          | Ford Escort RS1800    | 4      | ab. dans la 1re étape (pompe à eau)                      | -             |
| 41  | Gérard Swaton        | Bernard Cordesse      | Porsche 911           | 3      | 8e à 1 h 20 min 06 s                                     | 2e            |
| 42  | Christian Gardavot   | Claude Ferrato        | Porsche 911           | 3      | ab. après la 7e spéciale (retrait : accident assistance) | -             |
| 48  | Thierry Lousteau     | Hervé Guibert         | Renault 5 Turbo       | 3      | 14e à 2 h 03 min 48 s                                    | 3e            |
| 60  | Claude Laurent       | Jacques Marché        | Peugeot 505 Turbo D   | Diesel | 20e à 2 h 27 min 52 s                                    | 1er           |
| 81  | Pierre Toujan        | Annick Peuvergne      | Peugeot 104 ZS        | 2      | 13e à 1 h 55 min 01 s                                    | 3e            |
| 90  | Christian Lunel      | M. Brouchier          | Opel Kadett GT/E      | 1      | 11e à 1 h 42 min 46 s                                    | 3e            |
| 105 | Jean-Michel Tichadou | Jean-Paul Pandolfi    | Ford Escort RS2000    | 1      | 7e à 1 h 19 min 28 s                                     | 1er           |
| 108 | Jean-Félix Farrucci  | Albert Gori           | Opel Ascona 2000      | 1      | 10e à 1 h 33 min 17 s                                    | 2e            |
| 110 | Charles Alberti      | Gilbert Andreani      | Opel Kadett GT/E      | 1      | 12e à 1 h 43 min 39 s                                    | 4e            |

## Classements des championnats à l'issue de la course

### Constructeurs
- attribution des points : 10, 9, 8, 7, 6, 5, 4, 3, 2, 1 respectivement aux dix premières marques de chaque épreuve, additionnés de 8, 7, 6, 5, 4, 3, 2, 1 respectivement aux huit premières de chaque groupe (seule la voiture la mieux classée de chaque constructeur marque des points). Les points de groupe ne sont attribués qu'aux concurrents ayant terminé dans les dix premiers au classement général.
- seuls les sept meilleurs résultats (sur dix épreuves) sont retenus pour le décompte final des points.

| Pos. | Marque  | Points | M-C  | POR  | SAF  | COR  | ACR | ARG | FIN | SAN | CIV | RAC |
| ---- | ------- | ------ | ---- | ---- | ---- | ---- | --- | --- | --- | --- | --- | --- |
| 1    | Talbot  | 51     | 9+8  | 9+8  | -    | 9+8  |     |     |     |     |     |     |
| 2    | Datsun  | 46     | -    | 6+7  | 10+8 | 8+7  |     |     |     |     |     |     |
| 2=   | Opel    | 46     | 8+7  | 3+8  | 6+6  | 1+7  |     |     |     |     |     |     |
| 4    | Lancia  | 28     | 5+5  | -    | -    | 10+8 |     |     |     |     |     |     |
| 5    | Ford    | 27     | 3+3  | 4+5  | -    | 4+8  |     |     |     |     |     |     |
| 6    | Fiat    | 26     | 4+4  | 10+8 | -    | -    |     |     |     |     |     |     |
| 6=   | Toyota  | 26     | -    | 8+7  | -    | 5+6  |     |     |     |     |     |     |
| 8    | Renault | 25     | 10+8 | -    | -    | 2+5  |     |     |     |     |     |     |
| 9    | Porsche | 19     | 2+2  | -    | -    | 7+8  |     |     |     |     |     |     |
| 10   | Audi    | 13     | -    | 7+6  | -    | -    |     |     |     |     |     |     |
| 11   | Peugeot | 10     | -    | -    | 5+5  | -    |     |     |     |     |     |     |
| 12   | Dodge   | 7      | -    | -    | 2+5  | -    |     |     |     |     |     |     |

### Pilotes
- attribution des points : 20, 15, 12, 10, 8, 6, 4, 3, 2, 1 respectivement aux dix premiers de chaque épreuve.
- seuls les sept meilleurs résultats (sur douze épreuves) sont retenus pour le décompte final des points.

| Pos. | Pilote             | Marque           | Points | M-C | SUE | POR | SAF | COR | ACR | ARG | BRE | FIN | SAN | CIV | RAC |
| ---- | ------------------ | ---------------- | ------ | --- | --- | --- | --- | --- | --- | --- | --- | --- | --- | --- | --- |
| 1    | Guy Fréquelin      | Talbot           | 36     | 15  | -   | 6   | -   | 15  |     |     |     |     |     |     |     |
| 2    | Bernard Darniche   | Lancia           | 26     | 6   | -   | -   | -   | 20  |     |     |     |     |     |     |     |
| 3    | Markku Alén        | Fiat             | 24     | 4   | -   | 20  | -   | -   |     |     |     |     |     |     |     |
| 4    | Henri Toivonen     | Talbot           | 23     | 8   | -   | 15  | -   | -   |     |     |     |     |     |     |     |
| 5    | Jean Ragnotti      | Renault          | 20     | 20  | -   | -   | -   | -   |     |     |     |     |     |     |     |
| 5=   | Hannu Mikkola      | Audi             | 20     | -   | 20  | -   | -   | -   |     |     |     |     |     |     |     |
| 5=   | Shekhar Mehta      | Datsun           | 20     | -   | -   | -   | 20  | -   |     |     |     |     |     |     |     |
| 5=   | Jochi Kleint       | Opel             | 20     | 12  | -   | -   | 8   | -   |     |     |     |     |     |     |     |
| 5=   | Tony Pond          | Datsun           | 20     | -   | -   | 8   | -   | 12  |     |     |     |     |     |     |     |
| 5=   | Anders Kulläng     | Opel             | 20     | 10  | 10  | -   | -   | -   |     |     |     |     |     |     |     |
| 11   | Ari Vatanen        | Ford             | 15     | -   | 15  | -   | -   | -   |     |     |     |     |     |     |     |
| 11=  | Rauno Aaltonen     | Datsun           | 15     | -   | -   | -   | 15  | -   |     |     |     |     |     |     |     |
| 11=  | Björn Waldegård    | Ford, Toyota¹    | 15     | 3   | -   | 12¹ | -   | -   |     |     |     |     |     |     |     |
| 14   | Pentti Airikkala   | Ford             | 12     | -   | 12  | -   | -   | -   |     |     |     |     |     |     |     |
| 14=  | Mike Kirkland      | Datsun           | 12     | -   | -   | -   | 12  | -   |     |     |     |     |     |     |     |
| 16   | Michèle Mouton     | Audi             | 10     | -   | -   | 10  | -   | -   |     |     |     |     |     |     |     |
| 16=  | Timo Salonen       | Datsun           | 10     | -   | -   | -   | 10  | -   |     |     |     |     |     |     |     |
| 16=  | Jean-Pierre Ballet | Porsche          | 10     | -   | -   | -   | -   | 10  |     |     |     |     |     |     |     |
| 19   | Stig Blomqvist     | Saab             | 8      | -   | 8   | -   | -   | -   |     |     |     |     |     |     |     |
| 19=  | Terry Kaby         | Datsun           | 8      | -   | -   | -   | -   | 8   |     |     |     |     |     |     |     |
| 19=  | Per Eklund         | Porsche, Toyota¹ | 8      | -   | 2   | -   | -   | 6¹  |     |     |     |     |     |     |     |